# خومه‌زار سفلی
خومه‌زار سفلی، روستایی است از توابع بخش مرکزی شهرستان ممسنی در استان فارس ایران.

## جمعیت
این روستا در دهستان بکش یک قرار داشته و براساس سرشماری سال ۱۳۸۵جمعیت آن ۵٬۵۵۰نفر (۱٬۲۶۲خانوار) بوده‌است.